# Monte Caputejul
O Monte Caputejul (em armênio: Կապուտջուղ; romaniz.: Kaputǰuł, trad.: "ramo azul"; em azeri:  Qapıcıq, trad.: pequena porta, entrada) é uma montanha do Cáucaso com 3905 m de altitude e 1820 m de proeminência topográfica.
Situa-se sobre a fronteira Arménia-Azerbaijão, mais concretamente entre a Arménia e a República Autónoma do Naquichevão, um exclave do Azerbaijão.

## Ligações externa)
- «Kapudzhukh Lerr, Armenia/Azerbaijan» (em inglês). Peakbagger.com
- «RA SYUNIK MARZ» (PDF). Marzes of the Republic of Armenia in Figures, 2002-2006. National Statistical Service of Armenia. Consultado em 14 de julho de 2011